# فرانك مايو
فرانك مايو (بالإنجليزية: Frank Mayo)‏ هو ممثل أمريكي، ولد في 28 يونيو 1886 بنيويورك في الولايات المتحدة، وتوفي في 9 يوليو 1963 بلاغونا بيتش في الولايات المتحدة بسبب نوبة قلبية.

## أعمال

### أفلام
- (1916) ظلال
- (1936) قصة لويس باستور
- (1941) قدم واحدة في الجنة[2][3]
- (1942) صف الملوك

## وصلات خارجية
- فرانك مايو على موقع IMDb (الإنجليزية)
- فرانك مايو على موقع ألو سيني (الفرنسية)
- فرانك مايو على موقع أول موفي (الإنجليزية)
- فرانك مايو على موقع قاعدة بيانات الأفلام السويدية (السويدية)
- فرانك مايو على موقع قاعدة بيانات الفيلم (الإنجليزية)
- فرانك مايو على موقع كينوبويسك (الروسية)